# Kōzō Nakamura
Kōzō Nakamura (中村康三 Nakamura Kōzō?) es un artista que trabajó para Konami, el cual empezó en los años 90 haciendo música para varios videojuegos arcade y algunos videojuegos para Super Famicon. Su primera aparición oficial en Bemani fue en 2001 con el videojuego GUITARFREAKS 6thMIX & drummania 5thMIX. Sin embargo, el 15 de junio de 2013 se retiró de manera permanente de Konami. Su última canción antes de su separación fue Jailbreak de jubeat knit APPEND y GuitarFreaksXG2 & DrumManiaXG2: Groove to Live.

## Música principal
La siguiente lista muestra las canciones que fueron creadas por el mismo autor y también con los artistas que trabajó para su elaboración:

### beatmania IIDX
- beatmania IIDX 12 HAPPY SKY
  - Little Little Princess

### ee'MALL
- ee'MALL 2nd avenue
  - Aithon
  - 純勉夏

### GuitarFreaks & DrumMania
- GUITARFREAKS 6thMIX & drummania 5thMIX
  - BLIND
  - BOBBY SUE AND SKINNY JIM
  - HIGH
  - Long train runnin'
  - mottö
  - MY SWEET DARLIN'
  - Sunflower Girl
  - ボーイフレンド
  - 夏色
  - 天体観測

- GUITARFREAKS 7thMIX & drummania 6thMIX
  - BRING BACK
  - DEPARTURE
  - Double Trouble
  - My first kiss
  - Rebirth
  - ROCKIN' PARADISE
  - WILD RIDE
  - ジェットにんぢん
  - 波乗りジョニー
  - スイマーズ

- GUITARFREAKS 8thMIX & drummania 7thMIX
  - Infinite
  - MIND YOUR STEP!
  - SUZY AND THE TIME MACHINE
  - SWEET FELINE
  - Sweet Illusion
  - ファミレス‧ボンバー
  - ♥桃色片思い♥
  - わすれもの

- GUITARFREAKS 9thMIX & drummania 8thMIX
  - Country day
  - less
  - Utopia
  - 林檎と蜂蜜
  - 瞬的愛歌(JET LOVE)

- GUITARFREAKS 10thMIX & drummania 9thMIX
  - Electric Sun
  - Handsome JET L-Project
  - Libra
  - Handsome JET L-Project
  - Libra
  - mint candy ☆ citrus drop
  - TOCCATA
  - 『termination』

- GUITARFREAKS 11thMIX & drummania 10thMIX
  - Dragon Blade
  - Luvly, Merry-Go-Round
  - Reaching for the Stars
  - Real ～Lサイズの夢～
  - sailing day

- GuitarFreaks V & DrumMania V
  - Desert Rose
  - K
  - N.G.S
  - NOCTURNE No.9
  - Say
  - 哀愁のコリゴリラ
  - 妄想学園ino-koi組
  - 無常の星
  - さくらんぼ

- GuitarFreaks V2 & DrumMania V2
  - Atalante
  - Spellbound
  - The Legend
  - リライト

- GuitarFreaks V3 & DrumMania V3
  - Bittersweet
  - On Cloud Nine
  - Ring
  - 戻らない恋
  - 無言の街

- GuitarFreaks V4 & DrumMania V4
  - Slang

- GuitarFreaks V6 & DrumMania V6
  - Red

- GuitarFreaksXG & DrumManiaXG
  - Deep Forest

### jubeat
- jubeat
  - Jumping Boogie

- jubeat knit APPEND
  - Jailbreak

### pop'n music
- pop'n music GB
  - HOLIDAY

- pop'n music 10
  - HOLiDAY

- - pop'n music 13 カーニバル
  - 麻雀格闘倶楽部特別接続曲